# جانيت وليامز
جانيت وليامز (بالإنجليزية: Janet Williams)‏ (15 سبتمبر 1953 بسيدني في أستراليا - ) هي لاعبة كرة سلة أسترالية في مركز مدافع مسدد الهدف، شاركت في كأس العالم لكرة السلة للنساء 1979.

## وصلات خارجية
- جانيت وليامز على موقع الاتحاد الدولي لكرة السلة (الإنجليزية)